# ۴ نوامبر
۴ نوامبر در تقویم گرگوری، سیصد و هشتمین (در سال‌های کبیسه سیصد و نهمین) روز سال است. ۵۷ روز تا پایان سال باقی است.

## رویدادها
- ۱۸۵۲ - کامیلو دی کاوور به نخست وزیری ساردنی که بعدها با گسترش و اتحاد بخش‌های مختلف به ایتالیا بدل رسید.
- ۱۸۶۱ - دانشگاه واشنگتن در سیاتل، واشینگتن تأسیس شد.
- ۱۹۲۱ - هارا تاکاشی نخست وزیر پیشین ژاپن در توکیو ترور شد.
- ۱۹۲۲ - در اثر تلاش‌های هاروارد کارتر باستان‌شناس و مصرشناس بریتانیایی ورودی مقبره توت عنخ آمون فرعون مصر در دره پادشاهان کشف شد.
- ۱۹۲۴ - نلی تیلو راس را به عنوان اولین زن در ایالات متحده به فرمانداری ایالت وایومینگ منصوب شد.
- ۱۹۴۴ - در طی جنگ دوم جهانی شهر بیتولا مقدونیه از اشغال قوای متحدین آزاد شد.
- ۱۹۵۲ - آژانس امنیت ملی ایالات متحده آمریکا تأسیس شد.
- ۱۹۵۶ - با ورود قوای شوروی به مجارستان انقلاب مردم این کشور علیه شوروی به پایان رسید. در پی این تجاوز صدها تن کشته و تعداد بیشتری زخمی و بیش از ۲۵۰ هزار نفر مجبور به ترک وطن شدند.
- ۱۹۷۰ - در پی انتخابات آزاد سالوادور آلنده به عنوان اولین رئیس جمهور مارکسیست شیلی برگزیده شد.
- ۱۹۷۳ - در پی بحران نفت در هلند این کشور نخستین شنبه بی خودرو را که در آن آزاد راه‌ها خالی از خودرو هستند و مردم برای رفت و آمد از دوچرخه و اسکیت استفاده می‌کنند را برگزار کرد.
- ۱۹۷۹ - با حمله دانشجویان انقلابی به سفارت ایالات متحده در تهران این سفارتخانه به اشغال آن‌ها درآمده و ۹۰ نفر از جمله ۵۳ آمریکایی برای مدتی طولانی به گروگان گرفته شدند.
- ۱۹۹۵ - اسحاق رابین نخست وزیر سابق اسرائیل به دست یک اسرائیلی تندرو ترور شد.
- ۲۰۰۸ - باراک اوباما به عنوان اولین آفریقایی-آمریکایی سیاهپوست به سمت ریاست جمهوری ایالات متحده منصوب شد.[۱]

## مناسبت ها
- روز دانش آموز در ایران
- روز ملی مبارزه با استکبار جهانی در ایران

## زادروزها
- ۱۴۷۰ – ادوارد پنجم، پادشاه انگلستان
- ۱۹۱۹ – اریک تامپسون، خود شاغل و رانندهٔ مسابقات اتومبیل‌رانی اهل بریتانیا (د. ۲۰۱۵)
- ۱۹۵۳ – ژاک ویلنوو، رانندهٔ مسابقات اتومبیل‌رانی اهل کانادا
- ۱۹۶۴ – رابرت مپل‌تورپ، عکاس آمریکایی. (د. ۱۹۸۹)
- ۱۹۹۱ – آدریانا چچیک، بازیگر پورنوگرافی و استریمر آمریکایی

## درگذشت‌ها
- ۱۹۵۱ – ارنستو امبروسینی، ورزشکار دو و میدانی اهل ایتالیا (ز. ۱۸۹۴)
- ۱۹۷۸ – آلفرد آلبینی، معمار اهل اتریش-مجارستان (ز. ۱۸۹۶)
- ۱۹۹۵ – اسحاق رابین، سیاست‌مدار و ژنرال اسرائیلی.
- ۲۰۰۸  – مایکل کرایتون، نویسنده
- ۲۰۱۱ - ژوزفین د لا وینا،  پرتاب‌گر دیسک فیلیپینی.[۲]